# Sybra fuscoapicata
Sybra fuscoapicata là một loài bọ cánh cứng trong họ Cerambycidae.